# Diecezja Khulna
Diecezja Khulna (łac. Dioecesis Khulnensis) – rzymskokatolicka archidiecezja ze stolicą w Khulna w Bangladeszu, wchodząca w skład metropolii Ćottogram. Siedziba biskupa znajduje się w Katedrze św. Józefa w Khulna. 

## Historia
3 stycznia 1952 została utworzona diecezja Dźoszohoru (ang. Jessore) z terenów archidiecezji kalkuckiej i diecezji Krisznagar, która obejmowała swoim terytorium obszar diecezji Khulna. 14 czerwca 1956 zmieniona została nazwa diecezji na obecną. W 2017 przyłączona do nowopowstałej metropolii Ćottogramu.

## Biskupi
- bp Dante Battaglierin (1956–1969)
- bp Michael D’Rozario CSC (1970–2005)
- bp Bejoy Nicephorus D’Cruze (2005–2011)

- bp James Romen Boiragi (od 2012)

## Podział administracyjny
W skład diecezji Khulna wchodzi 10 parafii.

## Główne świątynie
- Katedra: Katedra św. Józefa w Khulna